# Siknäs
Siknäs est un petit village de la paroisse de Töre dans la municipalité de Kalix, dans le comté de Norrbotten en Suède. Sa population était de 121 habitants en 2015.
Siknäs est situé juste au sud de Töre, dans le port de la baie de Botnie le plus septentrional de Suède. La frontière entre les municipalités de Luleå et Kalix n’est pas loin.
Pour ceux qui vivent dans le village, il y a de bonnes occasions de chasser l’élan et le petit gibier. Les poissons sont pêchés chaque année à Stjikuträsket, situé à côté du lac de baignade Vitträsket. Havsbad est également disponible un peu en dehors du village.
L’archipel est riche en îles et Siknäs dispose de deux ports de plaisance avec des postes d’amarrage.